# Pavetta dermatophylla
Pavetta dermatophylla là một loài thực vật có hoa trong họ Thiến thảo. Loài này được Mildbr. mô tả khoa học đầu tiên năm 1937.